# Time to Die
Time to Die é o oitavo álbum de estúdio da banda inglesa de doom metal Electric Wizard, lançado em 29 de setembro de 2014. É o primeiro álbum da banda em colaboração com a gravadora Spinefarm, tendo deixado de lado a Rise Above. É também a primeira produção desde Let Us Prey, de 2002, com a participação do fundador Mark Greening na bateria.
Time to Die é, até o momento, o álbum de estúdio mais longo da banda, excluindo-se as faixas bônus e o silêncio adicionado ao final de Dopethrone.

## Faixas
| N.º            | Título                       | Duração |  |
| 1.             | "Incense for the Damned"     | 10:42   |  |
| 2.             | "Time to Die"                | 7:49    |  |
| 3.             | "I Am Nothing"               | 11:31   |  |
| 4.             | "Destroy Those Who Love God" | 3:14    |  |
| 5.             | "Funeral of Your Mind"       | 7:08    |  |
| 6.             | "We Love the Dead"           | 9:05    |  |
| 7.             | "SadioWitch"                 | 4:10    |  |
| 8.             | "Lucifer's Slaves"           | 8:40    |  |
| 9.             | "Saturn Dethroned"           | 3:07    |  |
| Duração total: | Duração total:               | 65:26   |  |

## Formação
- Jus Oborn - vocais, guitarra, baixo
- Liz Buckingham - guitarra
- Mark Greening - bateria